# Hermann Aichmair
Hermann Aichmair (* 21. Jänner 1924 in Ansfelden; † 14. Jänner 2022) war ein österreichischer Hochschullehrer, Autor, Maler, Bildhauer und Sammler afrikanischer Kunst.

## Ausbildung
Aichmair besuchte das humanistische Gymnasium in Linz von 1934 bis 1942 und studierte nach dem Zweiten Weltkrieg in Innsbruck und Wien Medizin. Er promovierte 1951 in Wien und wurde 1983 an der Universität Wien a.o. Universitätsprofessor für Augenheilkunde.

## Autor, Maler und Zeichner
Seine ersten Gedichte und Zeichnungen entstanden während des Zweiten Weltkrieges. Die erste Veröffentlichung erfolgte 1989 mit dem Titel „Stimmen und Schwingungen“, wo Zeichnungen und Gedichte aus den Jahren 1943 bis 1984 enthalten waren. Der 1991 erschienene Gedichtband „Liebe das Leben, denn Tränen verfliegen zu rasch“ enthielt neben Tuschzeichnungen auch Ölbilder.
Seine Malkunst wurde ab 1981 durch jährliche Kurse in Salzburg bei Karl Hittmann, in Wien bei Günther Bauer und in Deggendorf bei Ellert weiterentwickelt.

## Bildhauer
1992 wandte er sich der Schnitzerei zu, zunächst in Kerbschnitttechnik, später auch in Form von Holzschnitten und Holzfiguren. Unter der Anleitung von Edith Dallner fertigte er auch Holzgebilde, die für den Bronzeguss geeignet sind.

## Sammler afrikanischer Kunst
Aichmair war Gründer der Akademie für den orthoptischen Dienst und bereiste als Augenarzt mehrere Länder Afrikas.
Er war Inhaber einer volkskundlichen Sammlung u. a. mit zahlreichen Objekten aus Afrika (Kleinplastiken, Skulpturen, Stammessymbole, Masken und Fruchtbarkeits-Fetische aus verschiedensten Materialien wie Metall, Holz und Elfenbein), die er 2010 im Bezirksmuseum Meidling auch der Öffentlichkeit präsentierte. Als besondere Prunkstücke gelten eine beschnitzte Truhe aus Nigeria und Malereien auf Ziegenleder.
Gerti und Hermann Aichmaier stellten dem Landesmuseum Linz Krippenkunstwerke aus aller Welt zur Verfügung. Während 2006 Krippen von Äthiopien bis Zypern ausgestellt wurden, waren 2007 150 weitere Krippen ausgestellt.

## Mitgliedschaften
Der Künstler war Mitglied im Österreichischen Ärztekunstverein und seit 2002 bei der Innviertler Künstlergilde.

## Publikationen
- Die Geschichte der Brille. In: Amt der NÖ. Landesabteilung (Hrsg.): Kunst des Heilens. Aus der Geschichte der Medizin und Pharmazie. Niederösterreichische Landesausstellung, Kartause Gaming, 1991. Wien 1991, S. 712–717.
- Gedanken eines im Herzen jung gebliebenen Alten. St. Georgs-Presse, in St. Georgen an der Gusen 1982.
- Holzschnitte und Bronzen. Wien 1994.
- Liebe das Leben, denn Träume verfliegen zu rasch! Lyrik und Malerei. Wien 1991, ISBN 3-85374-212-2.
- Stimmen und Schwingungen, Zeichnungen und Gedichte aus den Jahren 1943 bis 1984. Wien 1989.